# Бејсајд (Висконсин)
Бејсајд (енгл. Bayside) град је у америчкој савезној држави Висконсин.

## Демографија
По попису из 2010. године број становника је 4.389, што је 129 (-2,9%) становника мање него 2000. године.
| Група             | 2000.         | 2010.         |
| Белци             | 4.200 (93,0%) | 3.885 (88,5%) |
| Афроамериканци    | 125 (2,8%)    | 147 (3,3%)    |
| Азијати           | 82 (1,8%)     | 161 (3,7%)    |
| Хиспаноамериканци | 77 (1,7%)     | 121 (2,8%)    |
| Укупно            | 4.518         | 4.389         |